# Alatskivi (commune)
Cet article concerne la commune. Pour le bourg éponyme, voir Alatskivi.
Alatskivi (en estonien : Alatskivi vald) est une municipalité rurale du comté de Tartu à l'est de l'Estonie. Elle s'étend sur 128,38 km2. Sa population s'élève à 1 284 habitants(01/01/2012).

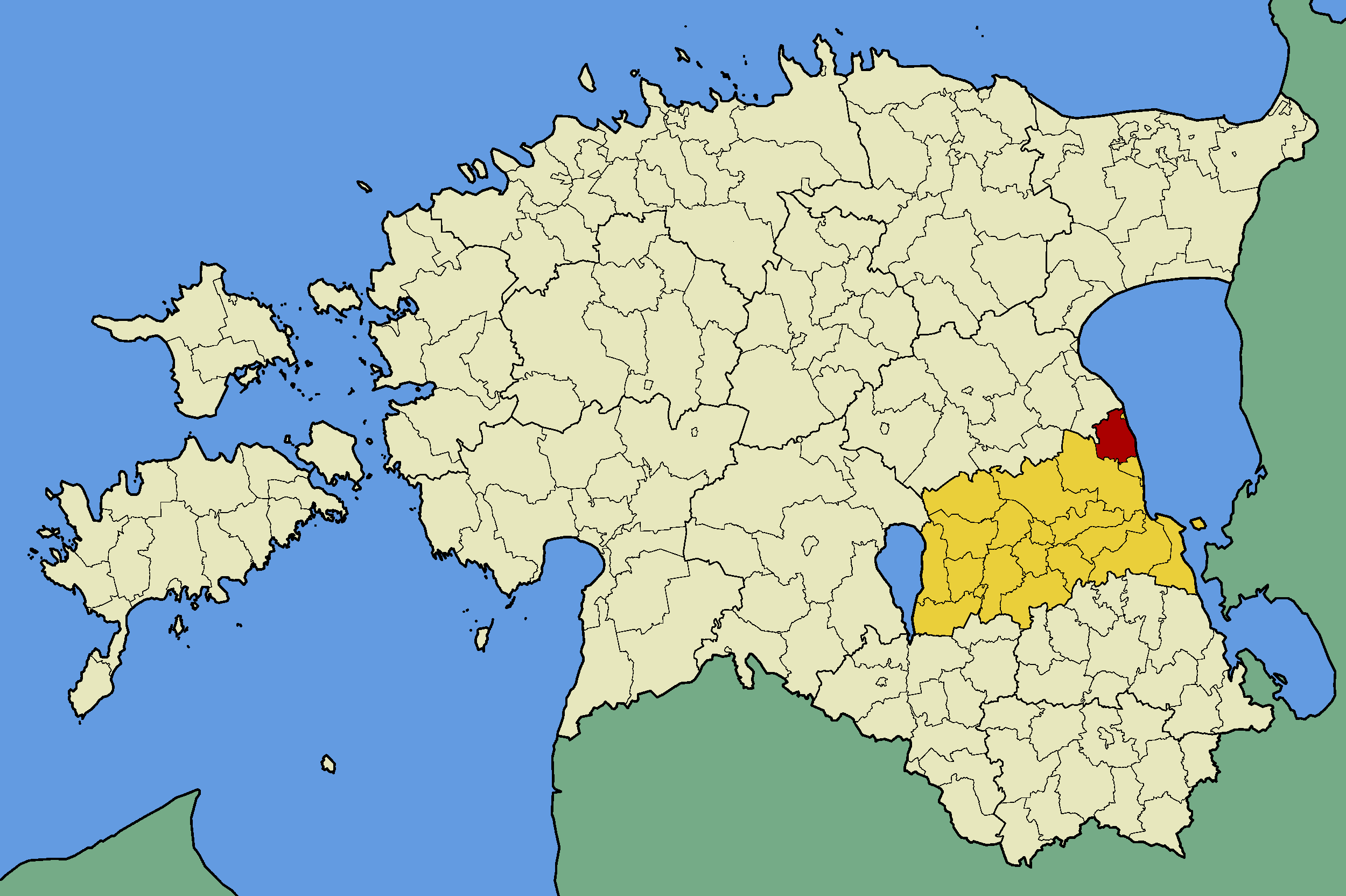
Commune de Alatskivi (en rouge) dans le Comté de Tartu (en jaune).

## Municipalité
La commune comprend un bourg et 31 villages.

### Bourgs
Alatskivi

### Villages
Alasoo - Haapsipea - Kesklahe - Kokora - Kuningvere - Kõdesi - Lahe - Lahepera - Linaleo - Naelavere - Nina - Orgemäe - Padakõrve - Passi - Peatskivi - Pusi - Päiksi - Pärsikivi - Riidma - Ronisoo - Rootsiküla - Rupsi - Saburi - Savastvere - Savimetsa - Sudemäe - Torila - Toruküla - Tõruvere - Virtsu - Väljaküla